# UAV Engines AR731
UAV Engines AR731 ist ein Wankelmotor für den Einsatz in unbemannten Flugzeugen (UAV) des britischen Herstellers UAV Engines. Es handelt sich um einen luftgekühlten Einscheiben-Wankelmotor mit einem besonders günstigen Gewichts/Leistungsverhältnis. Die Einsatzdauer zwischen zwei Motorüberholungen beträgt, abhängig vom Einsatzprofil zwischen 10 und 50 h. Er wurde ursprünglich von Norton als Norton NR731 entwickelt.
Der Motor wird unter anderem bei den Drohnen General Atomics Aeronautical Systems Prowler und IAI Harpy verwendet. Er ist als  Verlustmotor ausgelegt, da sich zum Beispiel die IAI Harpy nach spätestens 6 Stunden Flugzeit selbstzerstört.

## Technische Daten
- Rotoren: 1
- Kammervolumen: 208 cm³
- Leistung: 28 kW bei 7800 min−1
- Gewicht: 9,9 kg
- Treibstoff: Otto, ab 95 Oktan
- Drehmoment: 35 Nm bei 7000 min−1
- Spezifischer Kraftstoffverbrauch beim Reiseflug: 321 g/kWh
- Länge: 600 mm
- Breite: 328 mm
- Höhe: 262 mm